# Banitjan
Banitjan (bulgariska: Баничан) är ett distrikt i Bulgarien.   Det ligger i kommunen Obsjtina Gotse Deltjev och regionen Blagoevgrad, i den sydvästra delen av landet, 120 kilometer söder om huvudstaden Sofia.
Trakten runt Banitjan består till största delen av jordbruksmark. Runt Banitjan är det ganska tätbefolkat, med 80 invånare per kvadratkilometer.